# Dare Vršič
Dare Vršič (n. 26 septembrie 1984 în Záložník, Podčetrtek) este un mijlocaș de fotbal sloven, care în prezent este legitimat la clubul Olympija Ljubljana.
El și-a făcut debutul în naționala Sloveniei pe data de 2 iunie, 2007 împotriva naționalei României